# Vicente Docavo
Vicente Docavo es un atleta español especializado en triple salto.
Nacido en Valencia el 13 de febrero de 1992, mide 1.82 metros y pesa 72 kilos. Actualmente compite en las filas del Club Atletismo Playas de Castellón y ha sido internacional por España 4 veces.

## Récords
Actualmente ostenta los récords de España promesa al aire libre(16.72 en 2012) y en pista cubierta(16.61 en 2011). También es el plusmarquista español Júnior al aire libre y en pista cubierta, con 16.61 en 2011.

## Palmarés

### Campeonatos de España de triple salto
- Campeón de España Absoluto de triple al aire libre (2012).
- Campeón de España Absoluto de triple en pista cubierta (2011 y 2013).
- Campeón de España Promesa de triple al aire libre (2012).
- Campeón de España Júnior de triple al aire libre (2010).
- Campeón de España Júnior de triple en pista cubierta (2010).
- Campeón de España Juvenil de triple al aire libre (2009).
- Campeón de España Juvenil de triple en pista cubierta (2009).
- Campeón de España Cadete de triple en pista cubierta (2007).

Ha competido en Campeonatos de Europa absolutos al aire libre, en pista cubierta y por selecciones, Campeonatos de Europa sub-23, Campeonatos del Mundo junior, Campeonatos del Mundo juveniles y en la FOJE.

## Marcas
- Triple salto al aire libre 16.72 metros(2012).

También compitió anteriormente en Longitud, donde atestigua una mejor marca de 6.89 metros(2010) y en Salto de Altura, consiguiendo una mejor marca de 2.01 metros(2010)